# La banda de la araña
La banda de la araña es una novela de misterio del escritor belga Jean Ray. Pertenece a la serie protagonizada por el detective Harry Dickson, el llamado "Sherlock Holmes americano".
En 1986 la editorial Dargaud publicó la adaptación al cómic que de la novela realizaron P. J. Zanon (dibujos) y Ch. Vanderhaeghe (guion).

## Argumento
Sobre la mesa de despacho del detective Harry Dickson van apareciendo, sucesivamente, diez enigmáticas arañas de plata. Una atractiva y desconcertante señorita, Georgette Cuvelier, se confiesa autora de esas apariciones y declara una guerra sin cuartel al detective. Toda una serie de terribles incidencias conducirán al descubrimiento de una poderosa organización criminal, llamada La banda de la araña, en la que se ven envueltas notorias personalidades del país. Dickson tendrá que poner en práctica sus excepcionales dotes detectivescas para resolver este nuevo caso.

## Capítulos
- I. La extraña joven
- II. Las manos de Sir Meredith
- III. La segunda entrevista
- IV. Sangre en las nubes
- V. La viajera solitaria
- VI. Los tres tontos de Tokko-Dhjawa
- VII. La cueva de Alí-Babá
- VIII. La caja amarilla

## Edición en español
La banda de la araña fue la segunda novela aparecida en la colección «Harry Dickson», que Ediciones Júcar empezó a publicar en 1972.
La adaptación de la novela al cómic realizada por Pascal J. Zanon y Christian Vanderhaeghe fue publicada en España por la Editorial Juventud en 1989.